# Caraballeda
Caraballeda es una parroquia venezolana ubicada en el estado La Guaira, ubicada en el Litoral Central venezolano, frente el mar Caribe. Fue fundada en las tierras del gran cacique Guaicamacuto como ciudad para españoles por el capitán Diego de Losada a inicios de 1568 sobre las antiguas ruinas de la anterior ciudad hispana de El Collado que había fundado en 1560 el mestizo Francisco Fajardo. 
Una cantidad de esclavos fueron llevados al pueblo y a mediados del siglo XX fue creciendo su población por inmigrantes canarios, madeirenses, así como de Caracas, que en muchos casos comenzaron a usar Caraballeda como su segunda zona de residencia. Es muy popular el baile de San Juan, una herencia sincrético-religiosa afrovenezolana, realizada en la Calle Páez en pleno centro del pueblo. 
El nombre de Caraballeda se deriva de la Virgen de Carballeda, patrona de la población de Rionegro del Puente, en Zamora (España), que era el pueblo natal de Diego de Losada.

## Etimología
La población de Rionegro del Puente, situada en la provincia de Zamora, es la cuna de Diego de Losada, fundador de Caracas y de Caraballeda y en donde estaba ubicada la casa de sus antepasados, y para ese entonces pertenecía al reino de León. A finales del siglo XIII, entre 1270 a 1320, apareció en ese poblado la Santa Virgen María. 
Cuenta la historia, que entrada la noche, tres peregrinos trataron de cruzar el río Negro, que estaba muy crecido, por lo que antes de intentar pasarlo, se arrodillaron encomendándose al Apóstol Santiago, patrono del pueblo y a la Virgen Santísima. Estando en eso, vieron que entre las ramas de un hermoso roble o "Carvallo" que estaba en la ribera opuesta, brillaba una luz muy intensa y radiante. 
En medio de esos fulgores, que les llamaba mucho la atención, divisaron la bella efigie de la Virgen María, que amorosamente les invitaba a cruzar el río y llegar hasta ella. Después de cerciorarse de que no estaban viendo visiones, echaron al agua sus capas y sobre ellas, cruzaron limpiamente las aguas embravecidas, llegando a la ribera opuesta. 
Al llegar corrieron hasta el Carvallo o roble en el cual veían a la Santísima Virgen, y oyeron que con dulce voz les decía que allí mismo le debían construir un templo en honra suya, y que era su deseo ser la Patrona y Señora de todos los pueblos a la redonda. Desaparecida la Virgen, los peregrinos se reunieron con los vecinos de Río Negro, y contándoles lo pasado, construyeron un Santuario en el mismo lugar donde estaba plantado el Carballo. 
En madera se talló la primera imagen de esta Virgen, a la cual llamaron Nuestra Señora de Carballeda, por haberse aparecido en un Carvallo. Como la casa de los Losada, en Rionegro, estaba muy cerca del Santuario de Nuestra Señora de Carballeda, este desde niño le tomó amor y devoción, por eso al fundar su segunda ciudad, le rinde culto a su Virgen, dándole el nombre de Nuestra Señora de Carballeda, donde antes el mestizo Francisco Fajardo había fundado la villa del  Collado. Con el tiempo, en Venezuela se fue alterando la palabra, hasta terminar llamándose Caraballeda.

## Historia
El pueblo conocido como Caraballeda, situado en el estado La Guaira, en la costa del Mar Caribe, fue fundado por el conquistador Francisco Fajardo el 18 de noviembre de 1560, en el tercer viaje que realizara el mestizo a estas costas litoralenses. Fajardo bautizó el lugar con el nombre de Villa de El Collado, en honor al Gobernador Pablo Collado, que generosamente le había facilitado su gente y apoyo. Se piensa también, que el nombre Collado le fue puesto, porque el pueblo está situado en una loma o collado, y que lo del Gobernador, es solo un comentario para desprestigiar a Fajardo, llevándose por la envidia, para colocarlo como un adulante ante la historia.

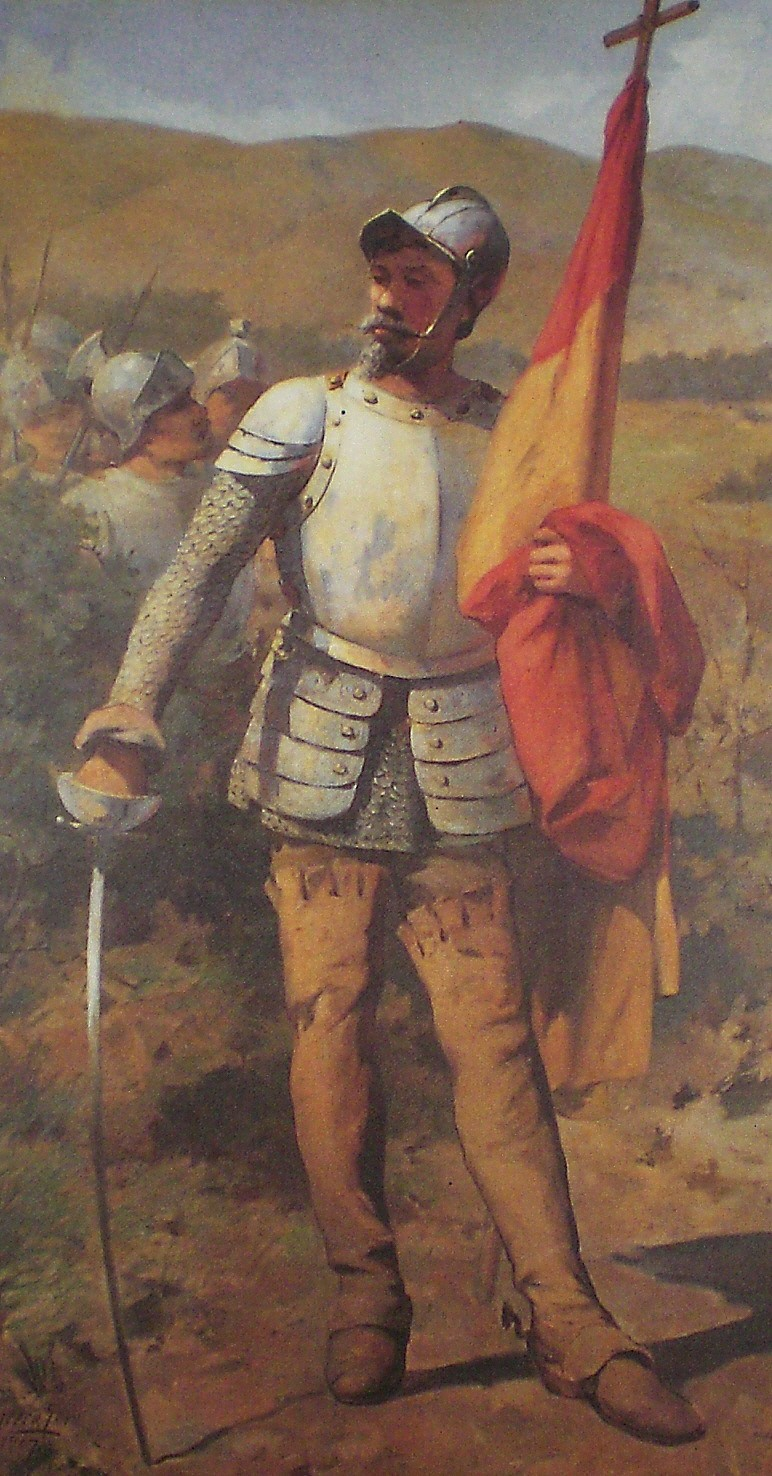
Diego de Losada, el fundador de Caraballeda.

Fajardo hizo una fundación en regla, pues constituyó un Cabildo compuesto por dos Regidores y dos Alcaldes, siendo Lázaro Vásquez y Juan de Jaén los primeros en ejercer estos últimos cargos. En la fundación de la Villa del Collado intervinieron veinte conquistadores, entre los cuales se pueden mencionar, a Cortés Rieho, portugués; Gaspar Tomas, Martín de Jaén, Juan de San Juan, Hernando Martín, Andrés González, Luis de Ceihas, Juan Hernández Trujillo, Alonso Fajardo, natural de Coro; Lázaro Vásquez de Rojas, natural de Salamanca y Juan Jorge Quiñones, natural de Margarita; más doscientos indios, los cuales en su mayoría eran vasallos de su madre la cacica Doña Isabel, prima hermana del cacique Naiguatá. Para el año de 1589, según testimonio de Lázaro Vásquez, además de él, sobrevivían tres de los fundadores de El Collado  Gómez de Silva, Juan de San Juan y Martín de Jaén. En el mismo pueblo de El Collado, Fajardo fue puesto preso por el Capitán Pedro de Miranda, luego de descubrir las minas de oro en tierras de la tribu Los Teques del cacique Guaicaipuro, pues así lo había ordenado el gobernador Pablo Collado, quien supuestamente pensaba que un mestizo no podía encargarse de una mina de vetas tan ricas.
Francisco Fajardo, después de defenderse de esta injusticia ante el gobernador en El Tocuyo, fue declarado inocente de los cargos y nombrado Justicia Mayor de la Villa de El Collado, colocándosele como subalterno de Pedro de Miranda. Posteriormente, el Capitán Pedro de Miranda, escaparía apresuradamente desde el puerto de El Collado en una piragua, rumbo a Borburata, huyendo despavorido de los ataques a que lo sometió el cacique Guaicaipuro, dejando a Fajardo encargado del poblado.
En 1562 Terepaima derrota a una fuerza expedicionaria conducida por el capitán Luis de Narváez, matándolo a él y a 150 de los expedicionarios. Estando ya en el año de 1562, Francisco Fajardo ante la belicosidad de los naturales, construyó un fuerte de madera en el incipiente poblado, para resistir los ataques de Guaicaipuro y Guaimacuare, quienes no le daban tregua. Después de perder mucha gente, entre ellos a Juan Jorge de Quiñones, que murió atravesado por una lanza del indio Pararían, Francisco Fajardo, para salvar su vida, embarcó con su gente en varias piraguas, dirigiéndose unos para Borburata, y Fajardo con el mayor contingente, para Margarita.  
En esta forma quedó despoblada la Villa de El Collado, y permanecería así durante cinco años, porque los planes de Fajardo de retornar al lugar, se disolverían con la muerte de este aguerrido Capitán, el año de 1564, en las manos de Alonso Cobos, Justicia Mayor de Cumaná. 
Posteriormente el capitán Diego de Losada a inicios de 1568 sobre las antiguas ruinas de El Collado funda Nuestra senora del Carballo. Una cantidad de esclavos fueron llevados al pueblo y a mediados del siglo XX fue creciendo su población por inmigrantes canarios, madeirenses, así como de Caracas, que en muchos casos comenzaron a usar Caraballeda como su segunda zona de residencia y sitio de espaecimiento.

## Geografía
La superficie de la parroquia de Caraballeda es de 67 kilómetros cuadrados; esta es una zona altamente sísmica, donde los sismos del 11 de junio de 1641 que aconteció a las 8 y 15 de la mañana; el de 21 de octubre de 1776, a las 4 y 30 de la madrugada; el de 26 de marzo de 1812, a las 4 y 17 de la tarde y el de 29 de octubre de 1900, a las 4 y 42 de la madrugada, ocasionaron serios daños pero sin dejar casi víctimas, porque siendo esta una aldea con chozas de techo de paja, muchas haciendas y pocos habitantes, permitió que aparte del susto, las pérdidas fuesen menores por la calidad de las viviendas.
En cambio, en el terremoto del 29 de julio de 1967, los daños fueron muy graves, porque estando bastante poblada la parroquia y con importantes edificios, algunos de estos se desplomaron causando muchas víctimas entre muertos y heridos, llegando algunas viviendas a hundirse dentro del terreno, sin necesidad de que se abriera la tierra. Este sismo ocurrió faltando escasos minutos para las ocho de la noche de ese día sábado. Solamente en la Mansión Charaima murieron 47 personas y mucha gente quedó atrapada cuando veían la película Oro Sangriento.

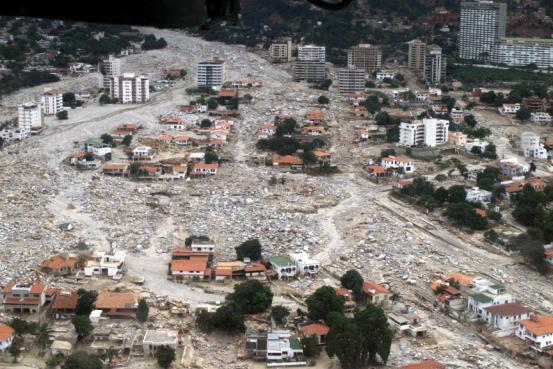
Daños causados por el flujo de escombros durante la Tragedia de Vargas. Solo unos pocos edificios se salvaron de ser arrastrados hacia el mar.

En el Hotel Macuto Sheraton el impacto del sismo fue violento, y podían verse sus columnas completamente torcidas, mostrando la armazón de cabillas y el concreto desintegrado; en ese sitio murió la Sra. Ida Ferdinand y Emilio Cabrera, y hubo algunos lesionados al caer una pérgola y derrumbarse una escalera. En el Bar y Restaurante Urimare, cercano a la playa de Caribito, perecieron cuatro personas que jugaban dominó esa noche, y al producirse el sismo, la casa se hundió y las personas quedaron enterradas bajo el nivel de la calle. El puente que une a la Urbanización Los Corales con el Palmar Este, se quebró, y muchas quintas del sector se desplomaron y otras perdieron paredes o tabiques, causando mucho pánico. Caraballeda es un sitio relativamente plano en la cercanía del mar, y esta característica se debe a la aportación de materiales por parte de las corrientes de agua derivadas de la serranía.
Estos materiales se sedimentaron formando conos de deyección que en un tiempo estuvieron cubiertas de cultivo y forestas, y hoy son el asiento para el desarrollo de urbanizaciones para habitantes permanentes y para descanso, también para desarrollo turístico.

##### Demografía
La parroquia de Caraballeda consta de varios poblados unidos que forman una conurbación y una única ciudad de 67.683 habitantes aproximadamente (estimaciones de 2023); las urbanizaciones (nombre dado en Venezuela a los barrios o comunas de construcciones consolidadas), son: Caribe, Los Corales, Tanaguarena, Cerro Grande, Palmar Este y Palmar Oeste. Además de los poblados de construcciones pobres como: Blanquita de Pérez, Valle del Pino; y de construcciones medias consolidadas de San Julián (que da el nombre el río homónimo), Corapal y el casco histórico el pueblo de Caraballeda, a su vez subdividido en las zonas del Collao, 27 de julio, Tarigua o Las Tucacas.

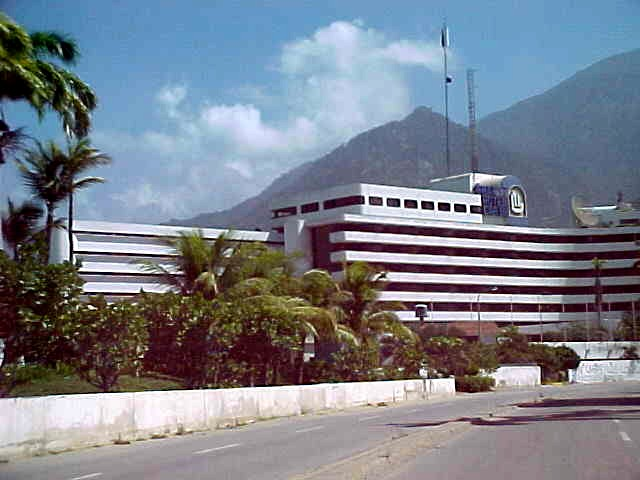
Hotel en la Parroquia Caraballeda

## Economía
Las actividades principales son de servicios y turísticas en las zonas de playa, la zona comercial es la urbanización Caribe, con centro comerciales y restaurantes. Aquí se encontraban ubicados los más grandes hoteles de la zona (Macuto Sheraton y Meliá Caribe), los cuales dejaron de funcionar a raíz de los deslaves de diciembre de 1999.
El sector comercio también tiene un importante papel en la parroquia. Posee yating club, campos de golf y zonas de disfrutes.